# Cameron Girdlestone
Cameron Girdlestone, född 29 april 1988, är en australisk roddare.

## Karriär
Girdlestone tävlade för Australien vid olympiska sommarspelen 2016 i Rio de Janeiro, där han tog silver i scullerfyra. Övriga i roddarlaget var Karsten Forsterling, Alexander Belonogoff och James McRae.
I juli 2021 vid OS i Tokyo tog Girdlestone brons tillsamamns med Jack Cleary, Caleb Antill och Luke Letcher i scullerfyra.